# Bovisasca

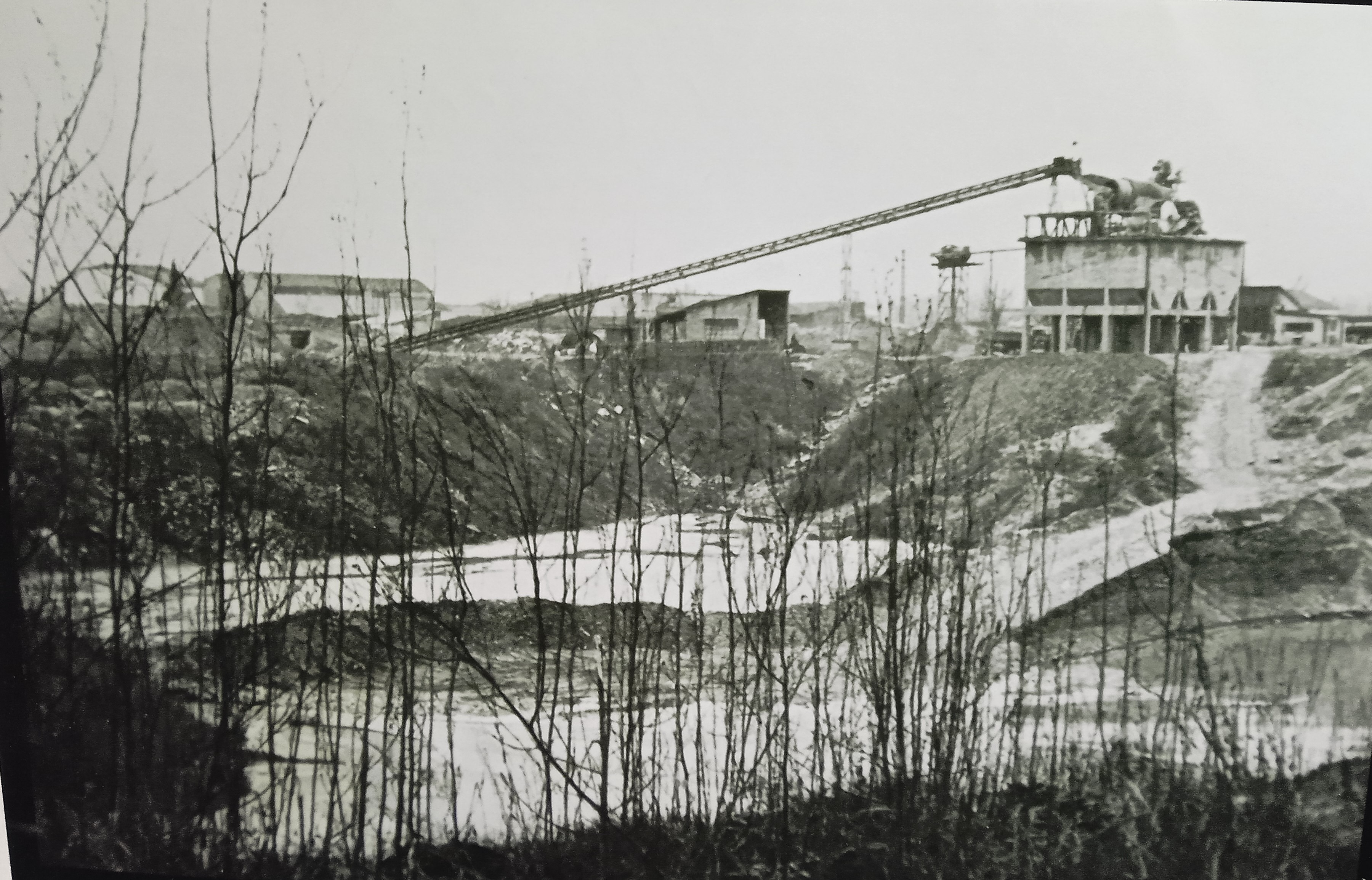
Cava nei pressi della via bovisasca, dove ora si trova il centro commerciale "Metropoli"

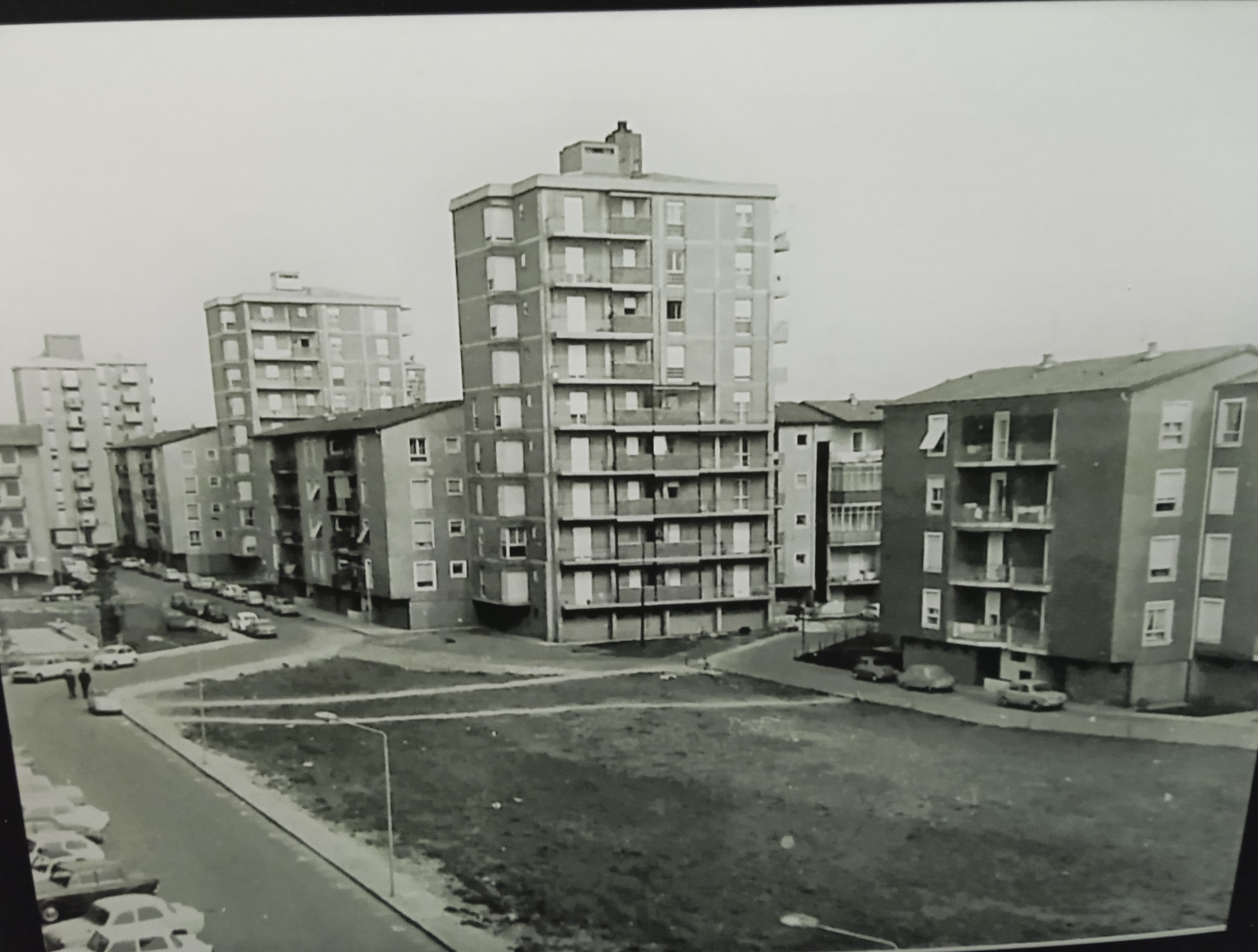
Quartiere Montecatini a metà degli anni '60 circa

Bovisasca è un quartiere  della periferia settentrionale di Milano, appartenente al Municipio 9 e incluso nel NIL n. 81, denominato: “Bovisasca”. 

## Storia
Prende il nome da via Bovisasca, che a sua volta prende il nome dall'antica località della Bovisa. Presso la Bovisasca sorgono l'antica chiesa di San Mamete (di cui alcune parti, tuttora esistenti, risalgono all'XI secolo) e l'omonima cascina di San Mamete.
Stando ai dati del catasto teresiano datato 1721-1723, quindi molto prima di divenire quartiere residenziale, era un'area ricca di campi coltivati con la tecnica "a marcita" sfruttando i molti fontanili oggi scomparsi. Alcuni campi invece, erano destinati alla coltivazione del gelso, al fine di alimentare i bachi da seta.
Il quartiere come lo conosciamo oggi nasce sul finire degli anni '50 per volere dell'azienda Montecatini, che costruì una serie di alloggi per i propri dipendenti a prezzi convenzionati. I primi lotti vennero consegnati intorno al 1958 e sul finire del 1962 si ultimarono gli ultimi appartamenti.
Successivamente vennero costruite le case di via Cicogna Mozzoni con relativi negozi sul piano terreno, che offrivano un grande vantaggio a chi si era appena trasferito ad abitare in quanto il quartiere era abbastanza isolato del resto della città. Il quartiere era delimitato da un lato dal torrente Garbogera, a quel tempo infatti, scorreva alla luce del sole lungo la via Bovisasca.
Vi erano anche alcune cave di sabbia e laghetti artificiali, dove i bambini dell'epoca si divertivano ad andare con le motocross e ad andare a caccia di rane e girini.
Con il passare degli anni si aggiunsero nuovi palazzi e abitazioni, andando a definire il quartiere per come lo conosciamo oggi.
Intorno agli inizi degli anni '80 fu inaugurato il ponte Martin Luther King, detto anche "ponte azzurro", che sciolse definitivamente il traffico che affliggeva la via Bovisasca quando erano ancora attivi i due passaggi a livello posti sulla linea Milano-Asso.

## Centri commerciali
Agli inizi degli anni '60 gli unici esercizi commerciali presenti erano i negozi presso i portici di via Cicogna Mozzoni. Vi era il lattaio, il fruttivendolo, la merceria e altre attività commerciali. Intorno agli anni '90 nello spazio prospiciente a via Cicogna Mozzoni, sorse il centro commerciale "Unicenter", in via Umberto Ceva 2, avviando il lento ma inesorabile declino degli altri esercizi commerciali.
All'inizio degli anni 2000, tra la via Bovisasca e la via Amoretti, al posto della cava fu costruito il famoso centro commerciale Metropoli (anche se in realtà in territorio Novatese), che a sua volta influì sulle varie attività commerciali sorte negli anni 90.

## Curiosità
Sul finire degli anni '70, fu chiuso il centro psichiatrico Paolo Pini, uno dei nosocomi psichiatrici più grandi di Milano, gemello del nosocomio di Mombello. Ora nell'area dell'ex ospedale vi sono diverse attività ospedaliere ancora in attività e delle serre con numerosi orti, gestiti dall'associazione Giardino degli Aromi

## Monumenti e luoghi d'interesse
- Chiesa di San Filippo Neri in Bovisasca
- Chiesa di San Mamete[3]

## Cultura

### Scuole
All'interno del quartiere hanno sede una scuola primaria e una secondaria, comprese in un unico comprensorio di cui fanno parte anche alcuni plessi dei quartieri limitrofi.
A queste si aggiunge una scuola secondaria di secondo grado, comprendente svariati indirizzi.

## Infrastrutture e trasporti
Il quartiere Bovisasca è servito da alcune linee di autobus gestite da ATM, che lo collegano ai quartieri limitrofi e al centro.